# Porrhothelidae
Porrhothelidae zijn een familie van spinnen. De familie telt 1 beschreven geslacht.

## Geslachten
- Porrhothele Simon, 1892